# Davis Mills
Davis Mills (Atlanta, 21 ottobre 1998) è un giocatore di football americano statunitense che milita nel ruolo di quarterback per gli Houston Texans della National Football League (NFL).

## Carriera

### Houston Texans
Mills fu scelto nel corso del terzo giro (67º) assoluto del Draft NFL 2021 dagli Houston Texans. Debuttò nella settimana 2 contro i Cleveland Browns dopo che il titolare Tyrod Taylor si infortunò nel primo tempo. Lanciò per 102 yard, un touchdown e un intercetto nella sconfitta per 31–21. Il giovedì successivo partì come titolare contro i Carolina Panthers e lanciò 168 yard e un touchdown nella sconfitta per 24–9. La sua stagione si chiuse con 2.664 yard passate (un record di franchigia per un rookie), 16 touchdown e 10 intercetti, con un record come titolare di 2-9.

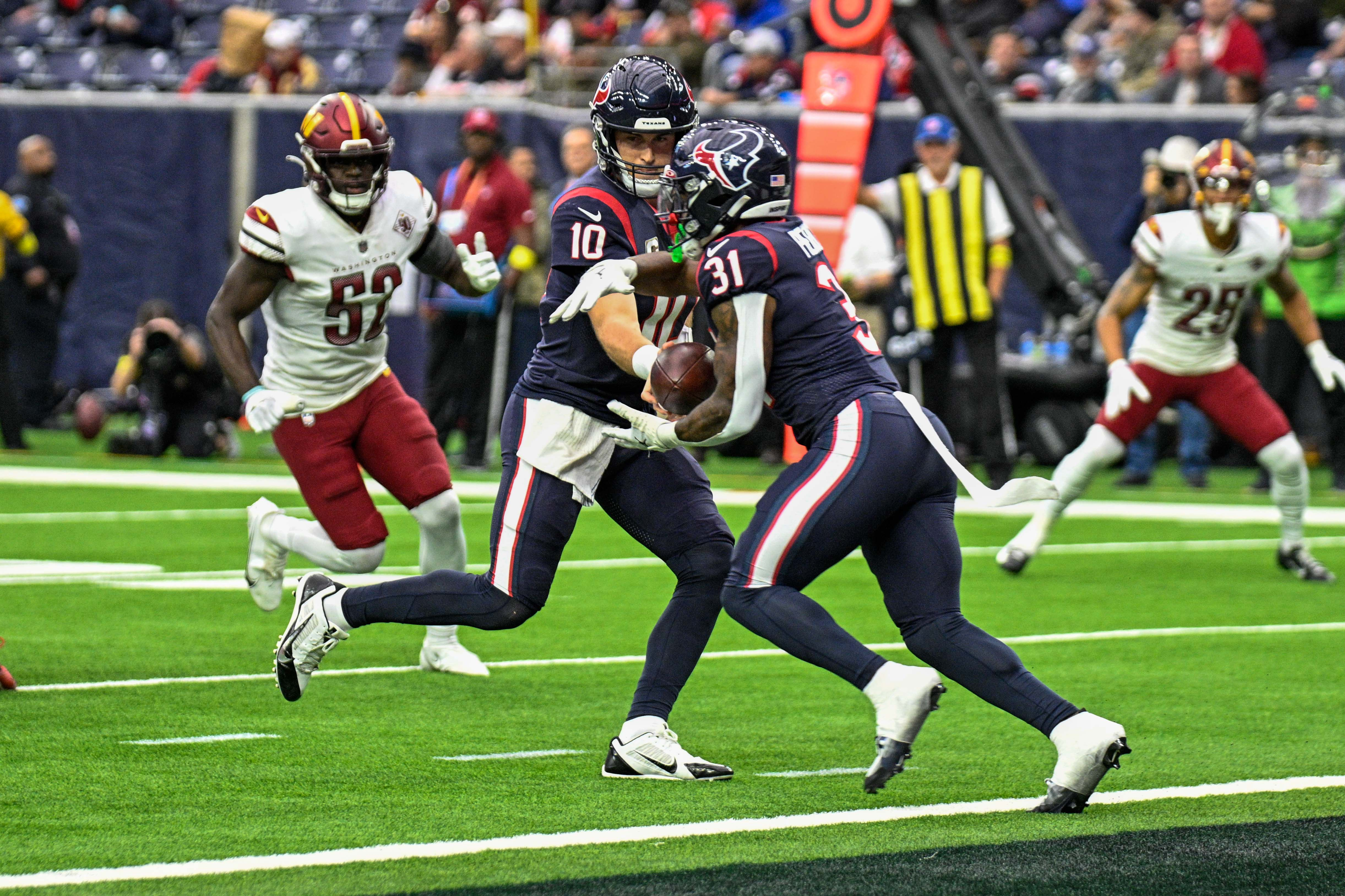
Mills (n. 10) in azione contro i Washington Commanders nel 2022

Nella stagione 2022, con Deshaun Watson scambiato con i Cleveland Browns e l'addio di Taylor, Mills fu nominato quarterback titolare. Iniziò la stagione contro gli Indianapolis Colts, completando 23 passaggi su 37 per 240 yard e 2 touchdown. La gara si concluse con un pareggio per 20–20, il primo della storia dei Texans. Dopo una sconfitta nella settimana 11 contro i Washington Commanders e la peggior partenza della NFL, Mills fu messo in panchina in favore di Kyle Allen per la gara del 12º turno contro i Miami Dolphins. L'esperimento con Allen durò due partite, entrambe sconfitte, dopo di che nella settimana 14 Mills tornò il titolare. Chiuse la stagione guidando la NFL in intercetti subiti (15) alla pari con Dak Prescott.
All'inizio della stagione 2023 Mills fu nominato riserva dietro il rookie C.J. Stroud, seconda scelta assoluta del Draft NFL 2023. Concluse l'anno con sei presenze nella stagione regolare e giocando la gara dei play-off del turno delle Wild Card contro i Cleveland Browns, completando 18 passaggi su 39 tentati per 173 yard e due touchdowns.
Il 4 settembre 2024 Mills firmò un'estensione contrattuale di un anno a 5 milioni di dollari per fare la riserva di Stroud.